# 介壽村
介壽村（馬拼：Kǎi-siû-tshoung，平話字：Gái-sêu-chŏng）是中華民國連江縣南竿鄉的村，位於南竿島東南部，為連江縣政府、馬祖高中、南竿機場所在地。村內人口約有2千3百多人，是南竿鄉人口最多的村，也是馬祖列島人口最多的村，聚集馬祖列島上超過六分之一的人口。介壽村舊稱「山隴」，後於1955年改為現名。

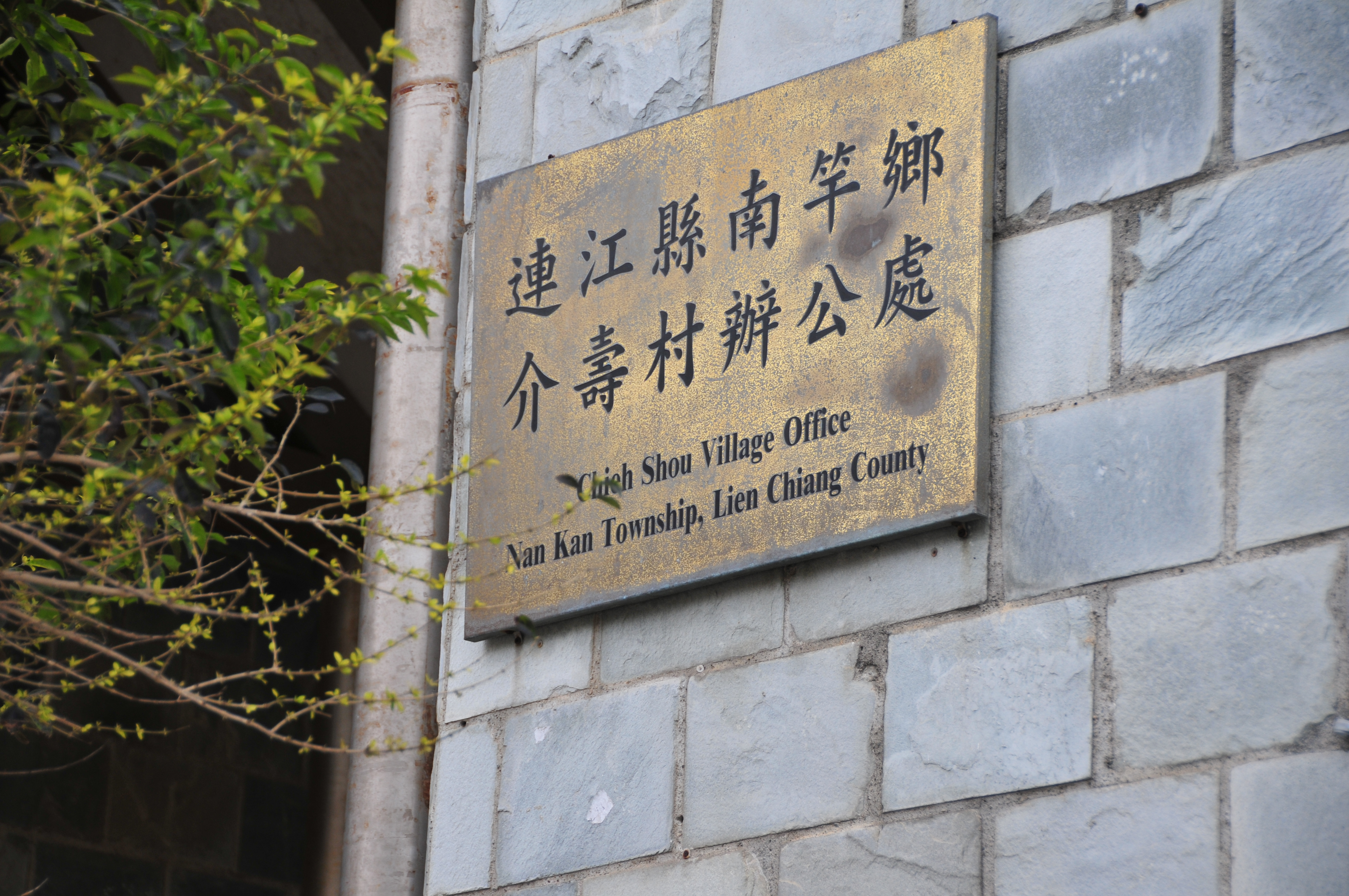
介壽村辦公處
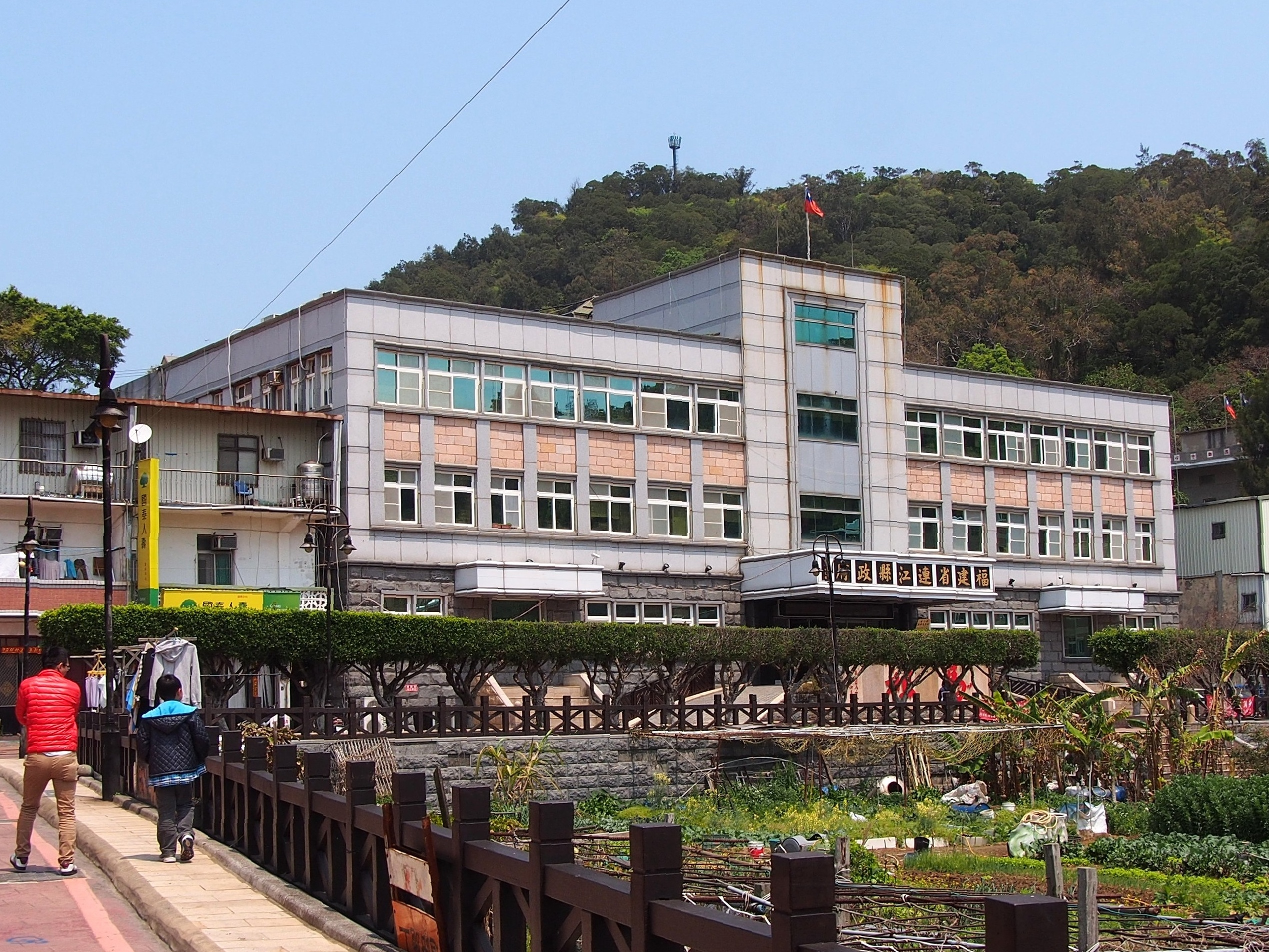
連江縣政府大樓
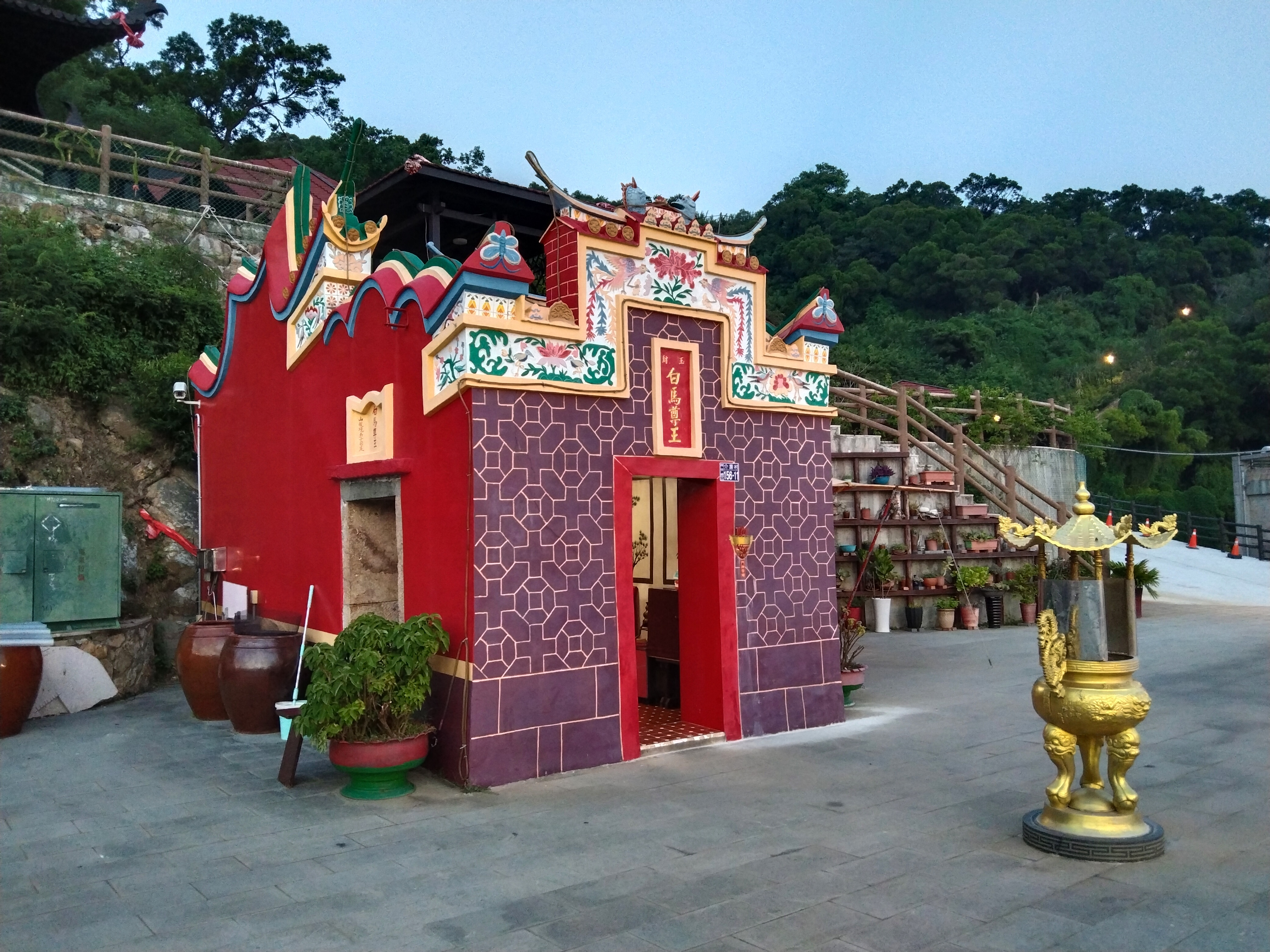
山隴境白馬尊王廟
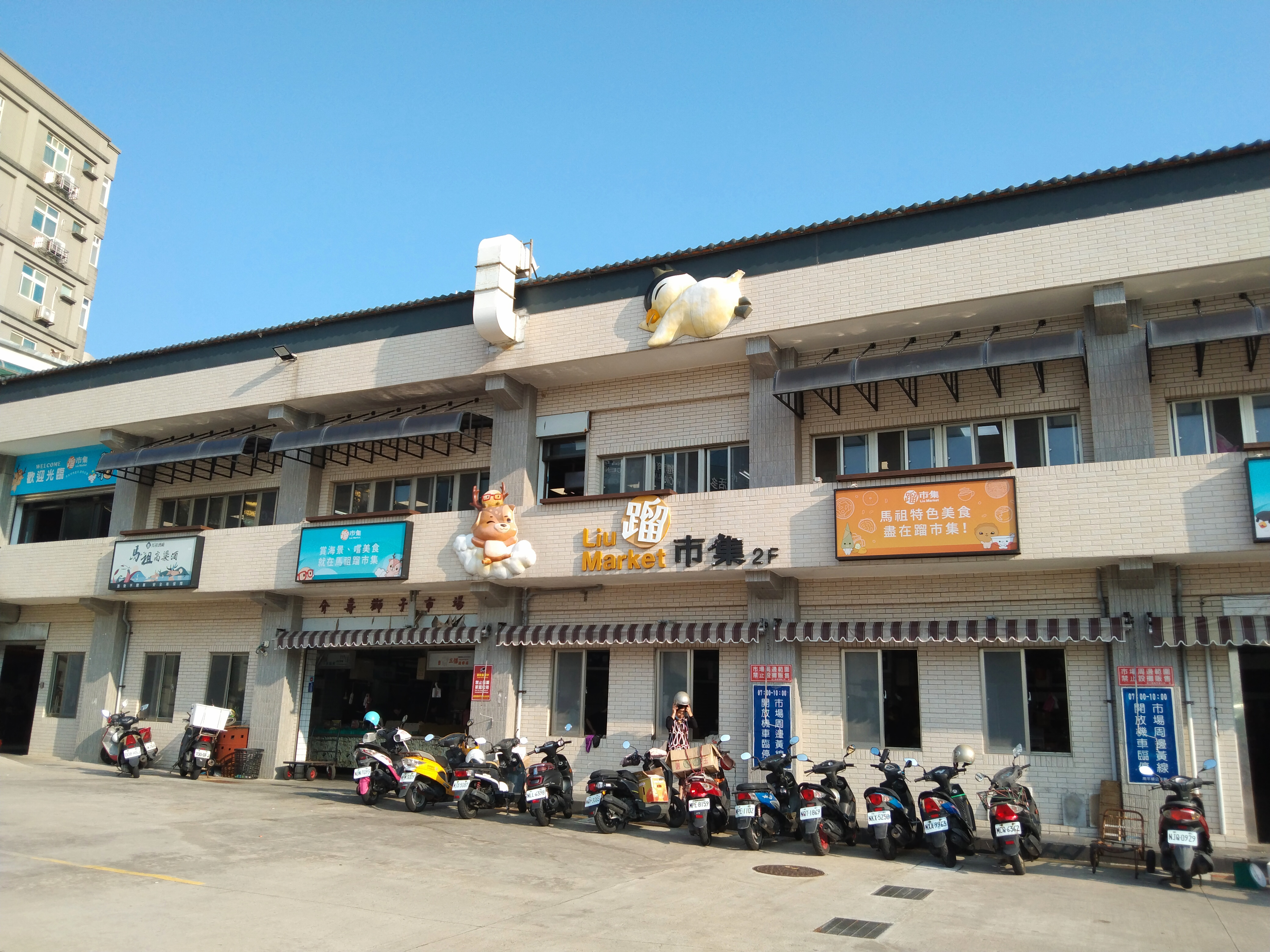
介壽獅子市場